# Gabriele Binder (Kostümbildnerin)

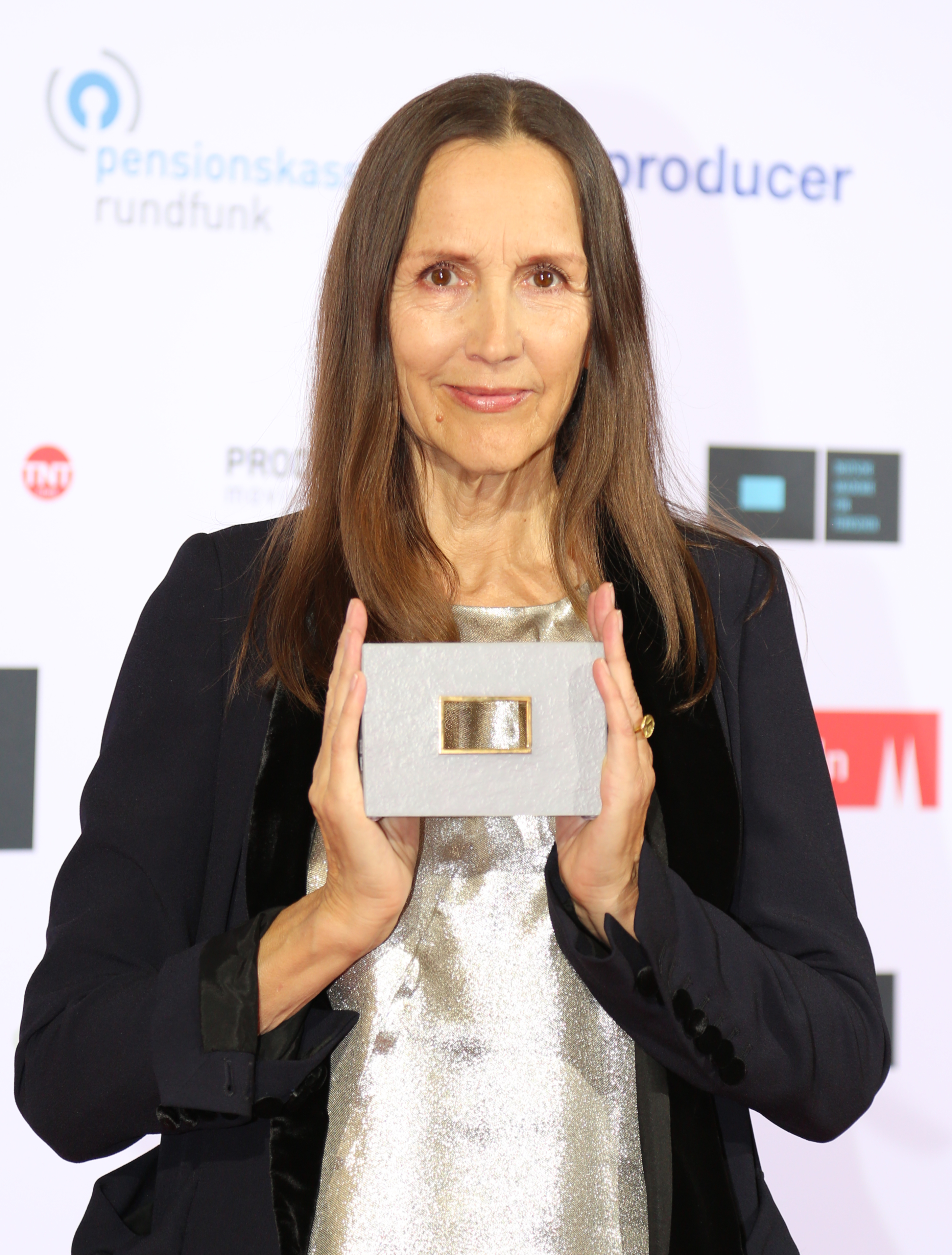
Gabriele Binder bei der DAFF-Preisverleihung 2017

Gabriele Binder (* 17. Februar 1961) ist eine deutsche Kostümbildnerin.

## Leben
Gabriele Binder studierte Design und Kunstgeschichte an der HdK Berlin. Sie arbeitete zunächst im Entwurf in der Konfektionsbranche, als Ausstattungsassistentin und als Stylistin unter anderem an der Oper.
Bei der Produktion der Verwechslungskomödie Drei gegen Drei wirkte Binder bereits 1985 als Assistentin des Filmarchitekten. 1993 wurde sie für Wim Wenders’ Independentfilm In weiter Ferne, so nah! als Assistentin der Kostümbildnerin engagiert. Ab 1994 zeichnete sie bei ersten Projekten hauptverantwortlich für das Kostümbild verantwortlich. In die Die Passion des Darkly Noon übernahm sie daneben auch eine kleinere Rolle als Schauspielerin. Bei der Komödie Frauen sind was Wunderbares (1994) arbeitete Binder erstmals mit der Regisseurin Sherry Hormann zusammen, mit der sie später auch an Filmen wie Irren ist männlich, Männer wie wir, Wüstenblume, Anleitung zum Unglücklichsein und 3096 Tage wirkte.
Für ihre Arbeit an Florian Henckel von Donnersmarcks Politthriller Das Leben der Anderen war Binder 2006 für den Deutschen Filmpreis in der Kategorie Bestes Kostümbild nominiert. Durch diese Arbeit empfahl sie sich für Angelina Jolies Regiedebüt In the Land of Blood and Honey (2011). Für das Kostümbild des Fernsehzweiteilers Die Dasslers – Pioniere, Brüder und Rivalen wurde Binder 2017 mit dem Preis der Deutschen Akademie für Fernsehen ausgezeichnet. Im Jahr 2020 schuf Gabriele Binder das Kostümbild der Netflix-Miniserie Das Damengambit, was ihrer Arbeit auch international viel Beachtung einbrachte.
Gabriele Binder ist Mitglied der Deutschen Filmakademie. Sie betreibt in Berlin-Tempelhof den zeitgenössischen Kostümfundus COMMEdesCOSTUMES.
Binder ist seit 1994 mit dem kroatischen Künstler Boris Ivandic verheiratet, den sie 1988 kennengelernt hatte.

## Filmografie (Auswahl)
- 1994: Lemgo (Fernsehfilm)
- 1995: Die Passion des Darkly Noon (The Passion of Darkly Noon)
- 1996: Reise nach Weimar (Fernsehfilm)
- 1994: Frauen sind was Wunderbares
- 1996: Irren ist männlich
- 1997: Verspielte Nächte
- 1998: Der Handymörder (Fernsehfilm)
- 1998: Babyraub – Kinder fremder Mächte (Fernsehfilm)
- 1999: St. Pauli Nacht
- 2000: Donna Leon – Vendetta (Fernsehfilm)
- 2000: Donna Leon – Venezianische Scharade (Fernsehfilm)
- 2000: Falsche Liebe – Die Internetfalle (Fernsehfilm)
- 2001: Der König vom Block (Fernsehfilm)
- 2003: Betty – Schön wie der Tod (Fernsehfilm)
- 2003: Liebe zartbitter (Fernsehfilm)
- 2003: Wenn Weihnachten wahr wird (Fernsehfilm)
- 2004: Männer wie wir
- 2006: Das Leben der Anderen
- 2006: Helen, Fred und Ted (Fernsehfilm)
- 2007: Das Inferno – Flammen über Berlin (Fernsehfilm)
- 2008: Märzmelodie
- 2009: Wüstenblume
- 2010: Liebe am Fjord – Sommersturm (Fernsehfilm)
- 2011: Largo Winch II – Die Burma Verschwörung (Largo Winch II)
- 2011: In the Land of Blood and Honey
- 2012: Anleitung zum Unglücklichsein
- 2013: 3096 Tage
- 2013: Sein letztes Rennen
- 2015: Tannbach – Schicksal eines Dorfes (Fernsehdreiteiler)
- 2016: Die Dasslers – Pioniere, Brüder und Rivalen (Fernsehzweiteiler)
- 2018: Werk ohne Autor
- 2019: Ostwind – Aris Ankunft
- 2020: Das Damengambit (The Queen’s Gambit, Miniserie, 6 Episoden)
- 2024: Die junge Frau und das Meer (Young Woman and the Sea)

## Auszeichnungen
- 2021: Costume Designers Guild Awards 2021: Auszeichnung in der Kategorie „Period Television“ für die Folge Endspiel der Miniserie Das Damengambit[8]
- 2021: Primetime-Emmy-Verleihung 2021: Auszeichnung für die Besten historischen Kostüme mit Gina Krauss, Katrin Hoffmann, Nanrose Buchmann & Sparka Lee Hall, für die Folge Endspiel der Miniserie Das Damengambit[9]